# 尤沃金·提爾
尤沃金·提爾（挪威語：Joachim Trier，1974年3月1日—）是挪威電影導演。

## 生平
尤沃金·提爾出生於丹麥，在奧斯陸成長；他出身自電影世家，父親是電影音效師，母親曾製作紀錄片；他的父親是丹麥人，丹麥導演拉斯·馮·提爾是他的遠房親戚，不過雙方並沒有來往。他少年時期是頂尖的滑板選手，曾經贏得兩次挪威滑板大賽冠軍，他同時也拍攝自己滑板的影片 。1995年，他前往丹麥歐洲電影學院學習電影，而後又前往英國國家與電視學校就讀。
2006年，他完成首部長片《愛重奏》，劇情講述兩位新生代作家與他們的友誼關係，被選為參加奧斯卡最佳外語片獎的挪威代表，但最後並未獲得提名。2011年，他再度與挪威演員安德斯·丹尼爾森·李合作完成了《八月三十一日，我在奧斯陸》，在第64屆坎城影展一種注目單元首映，該片根據法國小說《鬼火》加以改編，講述一名剛從勒戒所出來的34歲青年在奧斯陸24小時之內的經歷；本片大受國際好評，並被列入許多影評的年度十大電影。
2015年，他前往美國拍攝的第三部長片《記憶乍響》獲選為第68屆坎城影展正式競賽片。2017年，他完成第四部長片，第二度代表挪威角逐奧斯卡最佳外語片獎。2021年，他則以《世界上最糟糕的人》第二度進入坎城影展正式競賽單元，此作也與前作《愛重奏》及《八月三十一日，我在奧斯陸》合稱「奧斯陸三部曲」。

## 風格
他的電影主要以記憶與認同為母題。

## 電影作品
- 2006年：《愛重奏》（Reprise）
- 2011年：《八月三十一日，我在奧斯陸》（Oslo, 31. august）
- 2015年：《記憶乍響》（Louder Than Bombs）
- 2017年：（Thelma）
- 2021年：《世界上最糟糕的人》（Verdens verste menneske）
- 2025年：《情感的價值》（Affeksjonsverdi）

## 外部連結
- 尤沃金·提爾在互联网电影资料库（IMDb）上的資料（英文）